# Åndalsnes
Åndalsnes város Norvégiában, Møre og Romsdal megyében. A kisváros Rauma község közigazgatási központja. A város lakosainak száma 2483 fő (2024), amely 2000. évben még csak 2035 fő volt. Rauma község lakosságszáma 7299 fő (2024).
A város a Rauma folyó torkolatánál helyezkedik el, a Romsdal fjord partján. A fjord 94 km hosszúságú, körülötte magas hegyek találhatóak. A Romsdal fjord szárazföld felé eső legbelsőbb részén jött létre Åndalsnes.  Rauma községben az 1546 lakosú Isfjorden falu néhány kilométer távolságra van Åndalsnestől.

## Története
Sokáig a környéken lévő hegyekről volt ismert a település. A Rauma vasút 1924-es megnyitása óta Åndalsnes a belső Romsdal régió központja. Az 1880-as évektől kezdve a turisták elkezdték felfedezni, mivel a kikötőjében turistákat szállító hajók is kikötöttek.
A második világháborúban a németek megszállták Norvégiát, 1940-ben brit csapatok szálltak partot Åndalsnesnél, de nagy veszteséget szenvedtek és visszavonulásra kényszerültek. A települést a németek lebombázták. A háborút követően a települést újjáépítették és a hegymászás mint turisztikai ágazat is lassan újraindult. Később Åndalsnes kikötőjét az északi-tengeri olaj- és gázkutak építéséhez használták.

## Látnivalók
A város nyáron büszkén ad otthont az évente megrendezésre kerülő Norsk Fjellfestivalnak (Norvég Hegyi Fesztivál).
Åndalsnes Norvégia „hegymászó fővárosa”. Itt találhatóak Európa legmagasabb sziklafalai, a Trollveggen, a Romsdal-völgy mentén, amely népszerű a turisták körében. Norvégia legmagasabb beltéri mászófala is a városban található. 
A kisvárosban éttermek, kávézók, kempingek állnak a látogatók rendelkezéseikre, továbbá az 1890-ig visszanyúló hagyománnyal rendelkező Grand Hotel.
A városközpontból indul a 2022 nyarán megnyitott Romsdalsgondolen nevű, 1676 méter hosszú drótkötélpályája felvonó. A kabinokban 45 személy fér el, 10 perc alatt lehet vele feljutni a 700 méter magasan álló Nesaksla-hegy tetejére, ahol étterem és kilátóteresz került kialakításra.

## Közlekedés
Åndalsnes végállomása a Rauma vasúti vonalnak. A Dombås és Åndalsnes közötti 115 km hosszú útvonal magas hegyeken, folyókon és vízeséseken halad át.  A Lonely Planet könyvkiadó 2023-ban a „világ legfestőibb vonatútjának” nyilvánította. Ezen túlmenően vasúti összeköttetést biztosít Osloval és Trondheimmel is.
A régió két jelentősebb városa, Molde és Ålesund vasúton nem érhető el, így Åndalsnes átszállási lehetőséget biztosít buszjáratokra. Helyi buszok kötik össze Åndalsnest és Sunndalsøra-t Molde, Ålesund, Geiranger és más regionális célpontokkal. Trondheimből és Bergenből naponta indulnak expressz buszok Åndalsnesbe.
Molde, Møre og Romsdal megye székhelye a 64-es számú közúton (az E136 része) 58 km távolságra van, amely szakaszon egy helyen kompot szüksége igénybe venni, illetve a Molde közelében lévő szakaszon, Bolsøya szigetnél híd és tenger alatti alagút került megépítésre.
A kisváros kikötőjében nagy méretű tengerjáró turista hajók is kikötnek.

## képek
- Åndalsnes kikötője nyáron
- Rauma Kulturális Központ Åndalsnesben
- Norvég Hegy- és Hegymászó Múzeum Åndalsnesben
- Åndalsnes vasútállomása